# Message/今 このひとときが 遠い夢のように
『Message/今 このひとときが 遠い夢のように』（メッセージ/いま このひとときが とおいゆめのように）は、福山雅治11枚目のシングル。1995年10月2日に発売された。発売元はBMGビクター。

## 解説
前作『HELLO』からおよそ8か月での発売となるシングル。前作に続き本作も月曜日に発売された。
現在、公式サイトのディスコグラフィーなどでは「Message」の単独A面として扱われているが、CDパッケージの背表紙のタイトル部や、CD盤面では「Message」と「今 このひとときが 遠い夢のように」の両A面として表記されており、オリコンでも両A面とされている。
オリコンシングルチャートは、9枚目のシングル『IT'S ONLY LOVE／SORRY BABY』から3作連続となる首位になった。福山のシングル別累計売上枚数では5番目の売上となっている。
このシングル発売の後、福山は約2年半後の1998年4月、次作『Heart/you』の発表まで歌手活動を休止した。

## 収録曲
全作詞：福山雅治
1. Message
（作曲：福山雅治 / 編曲：斎藤誠）
東宝系映画『BIRTHDAY PRESENT』主題歌。
キリンビール「一番搾り」CMソング。
福山初の映画主題歌となった。
ミュージックビデオが制作されており、ソフト化はされていないが、福山の公式YouTubeチャンネルで視聴できる（映像 - YouTube）。
2. 今 このひとときが 遠い夢のように
（作曲：福山雅治、Char / 編曲：Char）
東宝系映画『BIRTHDAY PRESENT』挿入歌。
Charと共作した曲。
ライブでは一度も披露されていないが、コロナ禍に行われたオンライン配信番組『福山雅治の口福キッチン』で弾き語りとして披露された。
3. Message ORIGINAL KARAOKE
4. 今 このひとときが 遠い夢のように ORIGINAL KARAOKE

## ミュージシャン
| Message - Drums:JUN AOYAMA - Bass:KOKI ITO - Guitar:FUMIO YANAGISAWA - Guitar:MAKOTO SAITO - Piano:TORU SHIGEMI - Keyboards:ATSUO KATAYAMA - Computer & Synthesizer Programming:HITOSHI ANBAI - Trumpet:TOSHIO ARAKI - Trombone:YOICHI MURATA - Sax:TAKUO YAMAMOTO - Backing Vocals:MAI YAMANE, EICO YAMANE, MAKOTO SAITO | 今 このひとときが 遠い夢のように - Guitar:Char & MASAHARU FUKUYAMA - Percussion:Char - Flute:TAKAHIRO KANEKO |

## 収録アルバム
Message
- M-Collection BIRTHDAY PRESENT (African Ambient Startrek Techno Refresh Mix)
- MAGNUM COLLECTION 1999 "Dear"
- Fukuyama Masaharu ANOTHER WORKS remixed by Piston Nishizawa (ピストン西沢によるremix)
- THE BEST BANG!!

今 このひとときが 遠い夢のように
- MAGNUM COLLECTION 1999 "Dear"